# Шехейлис (индейская резервация)
Шехейлис (англ. Chehalis Reservation) — индейская резервация, расположенная на Северо-Западе США в западно-центральной  части штата Вашингтон.

## История
Резервация была создана в 1860 году для нижних и верхних шехейлис, первоначально занимающих территорию в бассейне реки Шехейлис, простирающуюся от подножий Каскадных гор до Тихого океана. Позднее там поселились часть клаллам, куинолт и нискуалли.
Конфедеративные племена резервации Шехейлис были сформированы и утверждены федеральным правительством в 1939 году, а в 1973 году в их конституцию были внесены поправки.

## География
Резервация расположена в западно-центральной части штата Вашингтон вдоль реки Шехейлис, в юго-восточной части округа Грейс-Харбор и на юго-западе округа Тёрстон.
Общая площадь резервации составляет 23,42 км², из них 22,47 км² приходится на сушу и 0,68 км² — на воду. Административным центром резервации является город Оквилл.

## Демография
В 1906 году население резервации составляло всего 149 человек, а в 1984 году — 382 человека. По данным федеральной переписи населения 2000 года в резервации проживал 691 человек.
В 2019 году в резервации проживало 784 человека. Расовый состав населения: белые — 317 чел., афроамериканцы — 2 чел., коренные американцы (индейцы США) — 403 чел., азиаты — 0 чел., океанийцы — 24 чел., представители других рас — 1 чел., представители двух или более рас — 37 человек. Плотность населения составляла 33,47 чел./км². Основными населёнными пунктами в резервации являются деревня Шехейлис и часть города Оквилл.

## Комментарии
1. ↑  В состав резервации входит часть населённого пункта.